# Улицата на срама
„Улицата на срама“ (на японски: 赤線地帯) е японски драматичен филм от 1956 година на режисьора Кенджи Мизогучи по сценарий на Масашиге Нарусава, базиран на роман на Йошико Шибаки.
Сюжетът на филма показва различните истории на пет проститутки, работещи в един и същ публичен дом в Токио в средата на XX век. Действието се развива на фона на неуспешна политическа кампания за забрана на публичните домове. Главните роли се изпълняват от Мачико Кьо, Аико Мимасу, Аяко Вакао, Мичийо Когуре, Кумеко Урабе.
„Улицата на срама“ е номиниран за наградата „Златен лъв“